# Deficyt uwagi
Deficyt uwagi – w psychologii i psychiatrii określa się tak wyraźne trudności w utrzymaniu uwagi w pożądanym miejscu.
Główne objawy deficytu uwagi to:
- znaczna przerzutność uwagi
- roztargnienie (niekiedy znaczne)
- zapominanie (także o ważnych sprawach)
- "uciekanie" myśli
- unikanie zadań wymagających porządku działań
- dezorganizacja zachowania
- gubienie rzeczy

Jest objawem bardzo często występującym głównie w ADHD, ale pojawia się także w wielu postaciach depresji lub w dystymii czy schizofrenii.
Deficyt uwagi może być spowodowany zaburzeniami snu występującymi w trakcie zespołu bezdechu sennego.